# Mirella Ricciardi
 Mirella Ricciardi (* 14. Juli 1931 in Kenia, Ostafrika) ist eine italienische Fotografin und Buchautorin.

## Leben
Ricciardis Vater war Italiener, ihre Mutter Französin und Bildhauerin. Sie wuchs am Rande des Lake Naivasha in Kenia auf. Sie machte eine Lehre bei dem Modefotografen Harry Meerson in Paris. Mit 25 heiratete sie den italienischen Abenteurer Lorenzo Ricciardi, der sie als Fotografin  für die Stills für einen Film, den er gerade in Ostafrika drehte, anwarb.
In den Folgejahren lebte Ricciardi in den verschiedenen Ländern Afrikas, fotografierte und veröffentlichte 1971 ihren ersten Bildband Vanishing Africa, der gleich ein Erfolg wurde. Vier weitere Fotobände folgten bis heute (2014).
Das Ehepaar Ricciardi hatte zwei Töchter. Die älteste Tochter starb im Alter von 36 Jahren an Krebs. Die beiden teilen sich heute ein Leben zwischen dem Haus im Londoner Stadtteil Fulham und dem in Italien.

## Veröffentlichungen
- Vanishing Africa, revised edition 1974, Collins, London, ISBN 0-00-211876-9.
- Vanishing Amazon, Abrams, New York 1991 ISBN 0-8109-3915-0.
- African Saga, Collins, London 1981, ISBN 0-00-216191-5.
- mit Lorenzo Ricciardi: African Rainbow: Across Africa by Boat, Ebury Press, London 1989, ISBN 0-85223-746-4.
- African Visions The Diary of an African Photographer, Cassell & Co, London 2000, ISBN 0-304354015.
  - deutsch: Mein Afrika. Erinnerungen an einen geheimnisvollen Kontinent, Wilhelm Heyne Verlag, München 2000 ISBN 3-453-16872-0.

## Filmografie (Auswahl)
- 1962: Liebe 1962 (L'eclisse)